# 陝軍
陝軍（せんぐん、簡体字：陕军）または、政壇陝軍（せいだんせんぐん、簡体字：政坛陕军）は、習近平の党総書記就任直後から注目されている陝西省に本籍・出生・成長・立身・出世など何らかの関係を有し、党・国家機関の要職に座している領導層の官員の一群。

## 陝軍
元総書記江沢民氏の上海幇（上海閥）と同様な有力政治基盤とみなされた習近平・兪正声・王岐山の三名を筆頭とする陝西幇（陝西閥）の系譜を引き継ぐ予備軍とも言える面々が、中央においては中央直属機関の部長・主任など正副職級、地方においては書記・省長などの正副職級の領導層に進出した之江新軍に対して陝軍あるいは政壇陝軍として2015年半ばから報道・論説により認められた。特に官職の履歴が重視されている。属しているとされるのが、李希、李錦斌、王東峰、江沢林、それに加えて景俊海、斉玉、別格扱いで陝西幇にも名を連ねる栗戦書と趙楽際がいる。儲君下属とされる何毅亭は陝西省漢中市生まれながら陝西省官歴がないため陝軍とはされていない。
ちなみに、政壇とは政界の意である。1990年代に文学運動を惹起した陝西省出身の文学者たちの団体「文壇陝軍」や、1900年代初頭に存在していた軍隊としての陝軍との区別のため、政壇陝軍と表されることも多い。
報道に現れてくるのは2015年6月からだが、李希氏の昇進から認められ始めているので、表においては5月時点までの役職を比較の対象とした。

## 陝軍候補
次に、陝軍候補と言える陝西省の元職現職の主要幹部を紹介する。すべて常務委員以上の王俠（女性）、姚引良、婁勤倹、祝列克、毛万春、胡和平、梁桂である。
王俠は、陝西生まれ陝西育ちの生粋の陝西人の女性官員。省政府の水利部黄河水利委員会黄河中游治理局一筋で局長まで登り詰める。一転、延安市に移り市長・書記を経験する。市長兼任のまま常務委員となり、紀律検査委員会書記を経て、省副書記、党校校長、省教育工委書記、中国延安幹部学院第一副院長を任された。中国延安幹部学院第一副院長がポイント。2011年、中央地方幹部の転属型人事交流に選ばれ人口家族計画委員会(zh)の党組書記・主任として昇進転任し、57歳で人生の大転換を迎えた。国務院の組成部門である委員会は正部級の機構で大出世である。その後組織改正に合わせて中華全国供銷合作総社(zh)(農民を主体とする供給販売協同組合の全国連合体)に党組書記・理事会主任として異動。
姚引良は地元生まれ地元育ちで官員になった典型的な地元昇進組。習政権になってからの省常務委員・延安市書記・乗務副省長への昇進である。このところ延安市書記職につくと正省部級へ出世するようだ。延安は習近平の下放先である大衆路線の原点の地、習仲勲の決起の地である。先先代の王俠は上述したとおり、そして先代の李希は上海市に移り市副書記に昇進ののち遼寧省入りし2015年からは省書記を務めているからだ。李希はすでに陝軍認定が済んでいる。
婁勤倹省書記は、2010年から中央組織部の肝煎で推進されている中央からの転属先が中国中西部とされている中央地方の転属型人事交流で陝西省入りした情報化技術の官員。すでに陝軍あつかいである。
祝列克は林業の専門家。国唯一の農業ハイテクパークの楊凌農業ハイテクモデル区のために国家林業局副局長の時に転任してきた。2011年から2016年まで主任。副省長も4年ほど務めたが、2015年からは常務委員・紀律検査委員会書記を務めている。
毛万春は2014年に落馬した人に替わり中央委員に増補昇格した出色の常務委員・組織部部長。昇進幹部に対して財産申告を求める制度を陝西省が省級地区として全国に先駆けて導入する元となる提案作成の中心人物であり注目を集めていた。通常、中央委員は中央で言えば国務院部長、地方で言えば書記・省長の正省部級幹部が中心である。
胡和平は、習総書記と清華大学での同級かつ寄宿舎同房で、いわゆる旧識として知られる陳希中央組織部副部長の人脈清華系のひとりでもある。1995年に東京大学で工学博士号を取得している日本留学組の数少ない党幹部でもある。清華大学の党組書記・副校長を務めた後政界に転身した。2013年浙江省入り。2015年陝軍・陝西幇の根城である陝西省で専職副書記となり、2016年に陝西省長に抜擢、さらに2017年には陝西省党委書記に任命。
梁桂は、国家プロジェクトの上海浦東新区や科学技術部でも主に総合的創業支援に関わり、たいまつ計画センター主任も務めたハイテクの起業創造の専門家。2010年の中央地方幹部の転属型人事交流で陝西入り後は、「楊凌」の党工作委員会、西北農林科技大学の両書記を経て2015年から常務委員・宣伝部部長。

### 陝軍候補一覧表（出生順）敬称略
| 氏名 (簡体字) | 生年月/博士号             | 現在の役職 2016年8月                           | 2012年11月- 2015年5月 の役職                                       | 第18期中央委 2012年              | 陝西省履歴 カッコ内は転属の前職歴                                                                   | 陝西省官歴 |
| 王俠          | 1954年5月                 | 全国供銷合作総社(zh)党組書記、総社理事会主任   | 国家人口計生委(zh)主任、党組書記                                   | 中央委員                         | 陝西清澗籍生                                                                                        | 黄委会(zh)黄河中游治理局勤務・副局長・局長、延安市副書記99-01、市書記01-07、代市長・市長99-01、省紀検委書記06-07、省常委02-07、省副書記07-11、党校校長07-11、省教育工委書記07-11、中国延安幹部学院第一副院長07-11。 |
| 姚引良        | 1956年7月 菅理学 博士     | 省常委、 省党組副書記 常務副省長               | 省常委・ 延安市書記                                                | 候補中央委員                     | 陝西戸生、 西安交通大学卒85、 修士研究生・教員85-89                                                 | 省内各地89-02勤務、 西安市副市長02-03、宝鶏市副書記・市長03-06、書記・市人大主任06-08、楊凌農業高新技術産業示範区管委主任08-11、延安市書記11-12、 省常委11-、副省長08-11、省党組副書記・常務副省長12-。             |
| 婁勤倹 娄勤俭 | 1956年12月 計算機工学博士 | 省人大常委主任                                 | 省副書記、 代省長、 省長、 省書記                                  | 候補中央委員                     | (研究職など10数年、 情報産業部副部長など 副部級11年勤務、 2010年転属)                               | 省常委10-12、省副書記12-16、省書記16-、 省党組副書記10-16、常務副省長10-12、代省長12-13、省長13-16、省人大常委主任16-。                                                                                             |
| 祝列克 祝列克 | 1957年10月 理学博士       | 省常委、 省政法委書記。                        | 副省長、楊凌農業高新技術産業示範区管委主任、省常委、省政法委書記。 | 候補中央委員                     | (国家林業局副局長含め29年勤務、 2011年転属)                                                         | 省常委15-、副省長11-15、 省政法委書記15-、 楊凌農業高新技術産業示範区管委会主任11- 。 |
| 毛万春 毛万春 | 1961年10月                | 省常委・ 組織部部長                            | 河南省常委・洛陽市書記→陝西省常委・組織部部長。                    | 候補中央委員→→中央委員(14年増補) | | 省常委13-、組織部部長13-。 |
| 胡和平        | 1962年10月 工学博士       | 省専職副書記 省党組書記、省長、省書記 党校校長 | 清華大学党委書記、副校長→浙江省常委・組織部部長→陝西省専職副書記。 | 候補中央委員                     | (清華大学 に86年卒業から92年〜96年の日本留学就職を除き25年間勤務、 2013年浙江転属、 2015年陝西異動) | 省専職副書記15-、党校校長15-、省党組書記16-、代省長16-16、省長16- 、延安幹部学院副理事長・第一副院長15-。 |
| 梁桂 梁桂     | 1964年8月 理学博士        | 省常委・ 宣伝部部長                            | 西北農業科技大学党委副書記、党委書記(副部级)。                     |                                  | (浦東新区勤務96-04、 科技部勤務04-10、 2010年転属)                                                  | 楊凌農業高新技術産業示範区党工委書記10-11、 西北農業科技大学委副書記11- 13・委書記(副部级)13-15、 省常委15-、宣伝部部長15-。                                                                                        |